# 龙川镇 (百色市)
龙川镇，是中华人民共和国广西壮族自治区百色市右江区下辖的一个乡镇级行政单位。

## 行政区划
龙川镇下辖以下地区：
练乡村、那银村、洞好村、集合村、平乐村、六能村、世加村、仁相村、龙川村、平禄村、竹凤村、意尤村、花红村、年洪村、那合村和林河村。